# جام ملت‌های آسیا ۲۰۰۷
دور پایانی چهاردهمین دوره مسابقات جام ملت‌های آسیا در ماه ژوئیه سال ۲۰۰۷ میلادی برگزار شد. این بازی‌ها در ۷ ژوئیه آغاز شد و در ۲۹ همین ماه به پایان رسید. برای نخستین بار در تاریخ این بازی‌ها چهار کشور اندونزی، مالزی، ویتنام و تایلند به‌طور هم‌زمان میزبان بودند.
استرالیا نخستین بار بود که به عنوان عضو کنفدراسیون فوتبال آسیا در این بازی‌ها شرکت می‌کرد.

## محل برگزاری
| جاکارتا                   | پالم‌بانگ                  | کوالا لامپور                 | شاه عالم                     |
| ------------------------- | ------------------------- | ---------------------------- | ---------------------------- |
| ورزشگاه گلورا بونگ کارنو  | ورزشگاه گلورا سریویجایا   | ورزشگاه ملی بوکیت جلیل       | ورزشگاه شاه عالم             |
| ظرفیت: 88,083             | ظرفیت: 30,000             | ظرفیت: 87,411                | ظرفیت: 80,372                |
|                           |                           |                              |                              |
| اندونزی جاکارتاپالم‌بانگ · | اندونزی جاکارتاپالم‌بانگ · | مالزی کوالا لامپورشاه عالم · | مالزی کوالا لامپورشاه عالم · |
| بانکوک                    | تایلند بانکوک ·           | ویتنام هانویهوشی‌مین ·        | هانوی                        |
| ورزشگاه راجامانگالا       | تایلند بانکوک ·           | ویتنام هانویهوشی‌مین ·        | ورزشگاه ملی می دین           |
| ظرفیت: 49,722             | تایلند بانکوک ·           | ویتنام هانویهوشی‌مین ·        | ظرفیت: 40,192                |
|                           | تایلند بانکوک ·           | ویتنام هانویهوشی‌مین ·        |                              |
| بانکوک                    | تایلند بانکوک ·           | ویتنام هانویهوشی‌مین ·        | هوشی‌مین                      |
| ورزشگاه ملی تایلند        | تایلند بانکوک ·           | ویتنام هانویهوشی‌مین ·        | ورزشگاه کوان کو ۷            |
| ظرفیت: 19,793             | تایلند بانکوک ·           | ویتنام هانویهوشی‌مین ·        | ظرفیت: 25,000                |
|                           | تایلند بانکوک ·           | ویتنام هانویهوشی‌مین ·        |                              |

## ورزشگاه‌ها
این دوره از بازی‌ها در هشت ورزشگاه چهار کشور میزبان برگزار شد.
| کشور    | شهر         | ورزش‌گاه                  | گنجایش |
| ------- | ----------- | ------------------------ | ------ |
| اندونزی | جاکارتا     | ورزشگاه گلورا بونگ کارنو | ۱۰۰۰۰۰ |
| اندونزی | پالمبنگ     | ورزشگاه گلورا سریویجایا  | ۴۰۰۰۰  |
| مالزی   | کوالالامپور | ورزشگاه ملی بوکیت جلیل   | ۸۷۰۰۰  |
| مالزی   | شه‌عالم      | ورزشگاه شاه عالم         | ۶۹۳۷۲  |
| تایلند  | بانکوک      | ورزشگاه راجامانگالا      | ۶۵۰۰۰  |
| تایلند  | بانکوک      | ورزشگاه ملی تایلند       | ۳۵۰۰۰  |
| ویتنام  | هانوی       | ورزشگاه ملی می دین       | ۴۰۰۰۰  |
| ویتنام  | شهر هوشی‌مین | ورزشگاه کوان کو ۷        | ۲۵۰۰۰  |

## سیدبندی
| گلدان ۱                     | گلدان ۲                          | گلدان ۳                         | گلدان ۴                       |
| --------------------------- | -------------------------------- | ------------------------------- | ----------------------------- |
| اندونزی مالزی تایلند ویتنام | چین عراق امارات متحده عربی بحرین | قطر ازبکستان عربستان سعودی عمان | استرالیا ایران ژاپن کره جنوبی |

## داورهای مسابقات
| - متیو بریز - مارک شیلد - جاسم کریم - سان بائوجیه - مسعود مرادی - یوییچی نیشیمورا - سعد کمیل الفضلی - طلعت نجم | - عبدالرحمان عبدو - خلیل الغمدی - ادی مایلت - کوون جونگ-چول - لی گی-یونگ - محسن بسمه - ساتوپ تونگخان - علی البدواوی |

## نگاهی به بازی‌ها
در دوره چهاردهم جام ملت‌ها نتایجی گاه شگفت‌آور و نامنتظره به دست آمد. استرالیا تنها به لطف گل دقایق پایانی تیم کیهیل توانست از شکست مقابل عمان در گروه A بگریزد. از سوی دیگر ویتنام میزبان جام شگفتی آفرید و امارات متحده عربی را با نتیجه ۲ به ۰ از پیش رو برداشت. در همین گروه B قطر نیز قهرمان دوره پیشین یعنی ژاپن را با یک تساوی ۱–۱ متوقف کرد. در گروه D اندونزی نیز روند پیروزی میزبانان جام را ادامه داد و بحرین را با نتیجه ۲ به ۱ مغلوب کرد. اما مالزی در گروه C تنها میزبانی بود که جز شکست نتوانست چیزی به دست آورد. این تیم در هر سه بازی خود شکست خورد، ۱۲ گل دریافت کرد و تنها توانست ۱ گل در مقابل چین به ثمر برساند. حتی تایلند نیز توانست عمان را با ۲ گل شکست دهد. استرالیا که برای نخستین بار است به عنوان عضو کنفدراسیون فوتبال آسیا به میدان می‌رود در دیدار برابر عراق با نتیجه ۳ به ۱ به سختی شکست خورد تا متوجه شود که بازی کردن در آسیا آن‌قدر هم آسان نخواهد بود.

## مرحله انتخابی
- ۲۴ تیم در مرحله انتخابی شرکت کردند.

## گروه‌بندی
این بازی‌ها در چهار گروه به ترتیب زیر برگزار شد:

### گروه A
| تیم      | امتیاز | بازی | برد | مساوی | باخت | زده | خورده | تفاضل گل |
| -------- | ------ | ---- | --- | ----- | ---- | --- | ----- | -------- |
| عراق     | ۵      | ۳    | ۱   | ۲     | ۰    | ۴   | ۲     | ۲        |
| استرالیا | ۴      | ۳    | ۱   | ۱     | ۱    | ۶   | ۴     | ۲        |
| تایلند   | ۴      | ۳    | ۱   | ۱     | ۱    | ۳   | ۵     | ۲-       |
| عمان     | ۲      | ۳    | ۰   | ۲     | ۱    | ۱   | ۳     | ۲-       |

| ۷ ژوئیه، ۲۰۰۷ ۱۹:۳۵ | تایلند           | ۱–۱ (گزارش) | عراق           | ورزشگاه راجامانگالا، بانکوک تماشاچیان: ۳۰۰۰۰ داور: کی وون (کره جنوبی) |
| ۷ ژوئیه، ۲۰۰۷ ۱۹:۳۵ | سوتی سوکسوکیت ۶' |             | یونس محمود ۳۲' | ورزشگاه راجامانگالا، بانکوک تماشاچیان: ۳۰۰۰۰ داور: کی وون (کره جنوبی) |
| ۷ ژوئیه، ۲۰۰۷ ۱۹:۳۵ |                  |             |                | ورزشگاه راجامانگالا، بانکوک تماشاچیان: ۳۰۰۰۰ داور: کی وون (کره جنوبی) |

| ۸ ژوئیه، ۲۰۰۷ ۱۷:۲۰ | عمان        | ۱–۱ (گزارش) | استرالیا      | ورزشگاه راجامانگالا، بانکوک تماشاچیان: ۵۰۰۰ داور: می لت (سیشل) |
| ۸ ژوئیه، ۲۰۰۷ ۱۷:۲۰ | المیمنی ۳۲' |             | تیم کیهیل ۹۰' | ورزشگاه راجامانگالا، بانکوک تماشاچیان: ۵۰۰۰ داور: می لت (سیشل) |
| ۸ ژوئیه، ۲۰۰۷ ۱۷:۲۰ |             |             |               | ورزشگاه راجامانگالا، بانکوک تماشاچیان: ۵۰۰۰ داور: می لت (سیشل) |

| ۱۲ ژوئیه، ۲۰۰۷ ۱۷:۲۰ | عمان | ‎۲–۰ (گزارش)        | تایلند | ورزشگاه راجامانگالا، بانکوک تماشاچیان: داور:لی جی یونگ (کره جنوبی) |
| ۱۲ ژوئیه، ۲۰۰۷ ۱۷:۲۰ |      | تونکانیا ۷۰' و ۷۸' |        | ورزشگاه راجامانگالا، بانکوک تماشاچیان: داور:لی جی یونگ (کره جنوبی) |
| ۱۲ ژوئیه، ۲۰۰۷ ۱۷:۲۰ |      |                    |        | ورزشگاه راجامانگالا، بانکوک تماشاچیان: داور:لی جی یونگ (کره جنوبی) |

| ۱۳ ژوئیه، ۲۰۰۷ ۱۷:۲۰ | عراق                                | ۳‏-۱‏ (گزارش) | استرالیا   | ورزشگاه راجامانگالا، بانکوک تماشاچیان:۶۰۰۰ نفر داور: کریم (بحرین |
| ۱۳ ژوئیه، ۲۰۰۷ ۱۷:۲۰ | اکرم ۲۳' · محمد ۶۰' · کرار جاسم ۸۶' |             | ویدوکا ۴۷' | ورزشگاه راجامانگالا، بانکوک تماشاچیان:۶۰۰۰ نفر داور: کریم (بحرین |
| ۱۳ ژوئیه، ۲۰۰۷ ۱۷:۲۰ |                                     |             |            | ورزشگاه راجامانگالا، بانکوک تماشاچیان:۶۰۰۰ نفر داور: کریم (بحرین |

| ۱۶ ژوئیه، ۲۰۰۷ ۱۹:۳۵ | تایلند | ۰–۴ (گزارش)                                   | استرالیا | ورزشگاه راجامانگالا، بانکوک تماشاچیان: داور: |
| ۱۶ ژوئیه، ۲۰۰۷ ۱۹:۳۵ |        | مایکل بیچمپ ۲۱' · ویدوکا ۸۰' و ۸۳' · کیول ۹۰' |          | ورزشگاه راجامانگالا، بانکوک تماشاچیان: داور: |
| ۱۶ ژوئیه، ۲۰۰۷ ۱۹:۳۵ |        |                                               |          | ورزشگاه راجامانگالا، بانکوک تماشاچیان: داور: |

| ۱۶ ژوئیه، ۲۰۰۷ ۱۹:۳۵ | عمان | ۰–۰ | عراق | ورزشگاه ملی تایلند، بانکوک تماشاچیان: داور: |
| ۱۶ ژوئیه، ۲۰۰۷ ۱۹:۳۵ |      |     |      | ورزشگاه ملی تایلند، بانکوک تماشاچیان: داور: |
| ۱۶ ژوئیه، ۲۰۰۷ ۱۹:۳۵ |      |     |      | ورزشگاه ملی تایلند، بانکوک تماشاچیان: داور: |

### گروه B
| تیم               | امتیاز | بازی | برد | مساوی | باخت | زده | خورده | تفاضل گل |
| ----------------- | ------ | ---- | --- | ----- | ---- | --- | ----- | -------- |
| ژاپن              | ۷      | ۳    | ۲   | ۱     | ۰    | ۸   | ۳     | ۵        |
| ویتنام            | ۴      | ۳    | ۱   | ۱     | ۱    | ۴   | ۵     | ۱-       |
| امارات متحده عربی | ۳      | ۳    | ۱   | ۰     | ۲    | ۳   | ۶     | ۳-       |
| قطر               | ۲      | ۳    | ۰   | ۲     | ۱    | ۳   | ۴     | ۱-       |

| ۸ ژوئیه، ۲۰۰۷ ۱۹:۳۵ | ویتنام                              | ۲–۰ (گزارش) | امارات متحده عربی | ورزشگاه ملی می دین، هانوی تماشاچیان: ۳۲۰۰۰ داور: نجم (لبنان) |
| ۸ ژوئیه، ۲۰۰۷ ۱۹:۳۵ | هون کوانگ تان ۶۳' · لی کونگ وین ۷۳' |             |                   | ورزشگاه ملی می دین، هانوی تماشاچیان: ۳۲۰۰۰ داور: نجم (لبنان) |
| ۸ ژوئیه، ۲۰۰۷ ۱۹:۳۵ |                                     |             |                   | ورزشگاه ملی می دین، هانوی تماشاچیان: ۳۲۰۰۰ داور: نجم (لبنان) |

| ۹ ژوئیه، ۲۰۰۷ ۱۷:۲۰ | ژاپن                    | ۱–۱ (گزارش) | قطر               | ورزشگاه ملی می دین، هانوی تماشاچیان: ؟ داور: بریز (استرالیا) |
| ۹ ژوئیه، ۲۰۰۷ ۱۷:۲۰ | نائوهیرو تاکاهارا ۶۱' · |             | سباستین سوریا ۸۸' | ورزشگاه ملی می دین، هانوی تماشاچیان: ؟ داور: بریز (استرالیا) |
| ۹ ژوئیه، ۲۰۰۷ ۱۷:۲۰ |                         |             |                   | ورزشگاه ملی می دین، هانوی تماشاچیان: ؟ داور: بریز (استرالیا) |

| ۱۲ ژوئیه، ۲۰۰۷ ۱۹:۳۵ | قطر               | ۱–۱ (گزارش) | ویتنام          | ورزشگاه ملی می دین، هانوی تماشاچیان: داور:مسعود مرادی (ایران) |
| ۱۲ ژوئیه، ۲۰۰۷ ۱۹:۳۵ | سباستین سوریا ۷۹' |             | فان تان بین ۳۲' | ورزشگاه ملی می دین، هانوی تماشاچیان: داور:مسعود مرادی (ایران) |
| ۱۲ ژوئیه، ۲۰۰۷ ۱۹:۳۵ |                   |             |                 | ورزشگاه ملی می دین، هانوی تماشاچیان: داور:مسعود مرادی (ایران) |

| ۱۳ ژوئیه، ۲۰۰۷ ۲۰:۳۵ | امارات متحده عربی | ۱‏-۳ (گزارش) | ژاپن                                    | ورزشگاه ملی می دین، هانوی تماشاچیان: داور: تونگ خان (تایلند |
| ۱۳ ژوئیه، ۲۰۰۷ ۲۰:۳۵ | سعید الکاس ۶۶'    |             | ناکاتا ۲۲' و ۲۷' · شونسوکی ناکامورا ۴۲' | ورزشگاه ملی می دین، هانوی تماشاچیان: داور: تونگ خان (تایلند |
| ۱۳ ژوئیه، ۲۰۰۷ ۲۰:۳۵ |                   |             |                                         | ورزشگاه ملی می دین، هانوی تماشاچیان: داور: تونگ خان (تایلند |

| ۱۶ ژوئیه، ۲۰۰۷ ۱۷:۲۰ | ویتنام             | ۱–۴ (گزارش) | ژاپن                                                              | ورزشگاه ملی می دین، هانوی تماشاچیان: داور: |
| ۱۶ ژوئیه، ۲۰۰۷ ۱۷:۲۰ | سوزوکی ۸' (به خود) |             | سی‌یچیرو ماکی ۱۲' و ۵۹' · یاسوهیتو اندو ۳۲' · شونسوکی ناکامورا ۵۳' | ورزشگاه ملی می دین، هانوی تماشاچیان: داور: |
| ۱۶ ژوئیه، ۲۰۰۷ ۱۷:۲۰ |                    |             |                                                                   | ورزشگاه ملی می دین، هانوی تماشاچیان: داور: |

| ۱۶ ژوئیه، ۲۰۰۷ ۱۷:۲۰ | قطر               | ۱–۲ (گزارش) | امارات متحده عربی         | ورزشگاه کوان کو ۷، شهر هوشی‌مین تماشاچیان: داور: |
| ۱۶ ژوئیه، ۲۰۰۷ ۱۷:۲۰ | سباستین سوریا ۴۲' |             | سعید الکاس ۵۹' · خلیل ۹۰' | ورزشگاه کوان کو ۷، شهر هوشی‌مین تماشاچیان: داور: |
| ۱۶ ژوئیه، ۲۰۰۷ ۱۷:۲۰ |                   |             |                           | ورزشگاه کوان کو ۷، شهر هوشی‌مین تماشاچیان: داور: |

### گروه C
| تیم      | امتیاز | بازی | برد | مساوی | باخت | زده | خورده | تفاضل گل |
| -------- | ------ | ---- | --- | ----- | ---- | --- | ----- | -------- |
| ایران    | ۷      | ۳    | ۲   | ۱     | ۰    | ۶   | ۳     | ۳        |
| ازبکستان | ۶      | ۳    | ۲   | ۰     | ۱    | ۹   | ۲     | ۷        |
| چین      | ۴      | ۳    | ۱   | ۱     | ۱    | ۷   | ۶     | ۱        |
| مالزی    | ۰      | ۳    | ۰   | ۰     | ۳    | ۱   | ۱۲    | ۱۱-      |

| ۱۰ ژوئیه، ۲۰۰۷ ۲۰:۳۵ | مالزی            | ۱‏-۵ (گزارش) | چین                                                      | ورزشگاه ملی بوکیت جلیل، کوآلالامپور تماشاچیان: داور:بسما(سوریه) |
| ۱۰ ژوئیه، ۲۰۰۷ ۲۰:۳۵ | ایندرا پوترا ۷۴' |             | هن پنگ ۱۵' و ۵۵' · شائو جیایی ۳۶' · ونگ دونگ ۳+۹۰' و ۵۱' | ورزشگاه ملی بوکیت جلیل، کوآلالامپور تماشاچیان: داور:بسما(سوریه) |
| ۱۰ ژوئیه، ۲۰۰۷ ۲۰:۳۵ |                  |             |                                                          | ورزشگاه ملی بوکیت جلیل، کوآلالامپور تماشاچیان: داور:بسما(سوریه) |

| ۱۱ ژوئیه، ۲۰۰۷ ۱۸:۲۰ | ایران                   | ۲‏-۱ (گزارش) | ازبکستان           | ورزشگاه ملی بوکیت جلیل، کوآلالامپور تماشاچیان: داور:سعد کمیل (کویت) |
| ۱۱ ژوئیه، ۲۰۰۷ ۱۸:۲۰ | حسینی ۵۵' · کاظمیان ۷۸' |             | رضایی ۱۶' (به خود) | ورزشگاه ملی بوکیت جلیل، کوآلالامپور تماشاچیان: داور:سعد کمیل (کویت) |
| ۱۱ ژوئیه، ۲۰۰۷ ۱۸:۲۰ |                         |             |                    | ورزشگاه ملی بوکیت جلیل، کوآلالامپور تماشاچیان: داور:سعد کمیل (کویت) |

| ۱۴ ژوئیه، ۲۰۰۷ ۱۸:۲۰ | ازبکستان                                                           | ۵–۰ (گزارش) | مالزی | ورزشگاه ملی بوکیت جلیل، کوآلالامپور تماشاچیان: داور: |
| ۱۴ ژوئیه، ۲۰۰۷ ۱۸:۲۰ | شاتسکیخ ۱۰' و ۸۹' · تیمور کاپاتزه ۲۹' · باکائف ۴۵' · ابراهیموف ۸۵' |             |       | ورزشگاه ملی بوکیت جلیل، کوآلالامپور تماشاچیان: داور: |
| ۱۴ ژوئیه، ۲۰۰۷ ۱۸:۲۰ |                                                                    |             |       | ورزشگاه ملی بوکیت جلیل، کوآلالامپور تماشاچیان: داور: |

| ۱۵ ژوئیه، ۲۰۰۷ ۱۸:۲۰ | چین                          | ۲–۲ (گزارش) | ایران                   | ورزشگاه ملی بوکیت جلیل، کوآلالامپور تماشاچیان: داور: |
| ۱۵ ژوئیه، ۲۰۰۷ ۱۸:۲۰ | شائو جیایی ۵' · ژیانگینک ۳۶' |             | زندی ۴۵+۱' · نکونام ۷۶' | ورزشگاه ملی بوکیت جلیل، کوآلالامپور تماشاچیان: داور: |
| ۱۵ ژوئیه، ۲۰۰۷ ۱۸:۲۰ |                              |             |                         | ورزشگاه ملی بوکیت جلیل، کوآلالامپور تماشاچیان: داور: |

| ۱۸ ژوئیه، ۲۰۰۷ ۲۰:۳۵ | مالزی | ۰–۲                                | ایران | ورزشگاه ملی بوکیت جلیل، کوآلالامپور تماشاچیان: داور: |
| ۱۸ ژوئیه، ۲۰۰۷ ۲۰:۳۵ |       | نکونام ۲۵' (پنالتی) · آندرانیک ۷۰' |       | ورزشگاه ملی بوکیت جلیل، کوآلالامپور تماشاچیان: داور: |
| ۱۸ ژوئیه، ۲۰۰۷ ۲۰:۳۵ |       |                                    |       | ورزشگاه ملی بوکیت جلیل، کوآلالامپور تماشاچیان: داور: |

| ۱۸ ژوئیه، ۲۰۰۷ ۲۰:۳۵ | ازبکستان                                      | ۳–۰ | چین | ورزشگاه شاه عالم، کوآلالامپور تماشاچیان: داور: |
| ۱۸ ژوئیه، ۲۰۰۷ ۲۰:۳۵ | شاتسکیخ ۷۲' · تیمور کاپاتزه ۸۶' · گنریخ ۹۰+۴' |     |     | ورزشگاه شاه عالم، کوآلالامپور تماشاچیان: داور: |
| ۱۸ ژوئیه، ۲۰۰۷ ۲۰:۳۵ |                                               |     |     | ورزشگاه شاه عالم، کوآلالامپور تماشاچیان: داور: |

### گروه D
| تیم           | امتیاز | بازی | برد | مساوی | باخت | زده | خورده | تفاضل گل |
| ------------- | ------ | ---- | --- | ----- | ---- | --- | ----- | -------- |
| عربستان سعودی | ۷      | ۳    | ۲   | ۱     | ۰    | ۷   | ۲     | ۵        |
| کره جنوبی     | ۴      | ۳    | ۱   | ۱     | ۱    | ۳   | ۳     | ۰        |
| اندونزی       | ۳      | ۳    | ۱   | ۰     | ۲    | ۳   | ۴     | ۱-       |
| بحرین         | ۳      | ۳    | ۱   | ۰     | ۲    | ۳   | ۷     | ۴-       |

| ۱۰ ژوئیه، ۲۰۰۷ ۱۷:۲۰ | اندونزی                      | ۲–۱ (گزارش) | بحرین    | ورزشگاه گلورا بونگ کارنو، جاکارتا تماشاچیان:۶۵٫۰۰۰ نفر داور:جی یونگ (کره جنوبی) |
| ۱۰ ژوئیه، ۲۰۰۷ ۱۷:۲۰ | سودارسونو ۱۴' · پامونگاس ۶۴' |             | جلال ۲۷' | ورزشگاه گلورا بونگ کارنو، جاکارتا تماشاچیان:۶۵٫۰۰۰ نفر داور:جی یونگ (کره جنوبی) |
| ۱۰ ژوئیه، ۲۰۰۷ ۱۷:۲۰ |                              |             |          | ورزشگاه گلورا بونگ کارنو، جاکارتا تماشاچیان:۶۵٫۰۰۰ نفر داور:جی یونگ (کره جنوبی) |

| ۱۱ ژوئیه، ۲۰۰۷ ۱۹:۳۵ | کره جنوبی | ۱–۱ (گزارش) | عربستان سعودی         | ورزشگاه گلورا بونگ کارنو، جاکارتا تماشاچیان:۴۵٫۱۱۰ نفر داور:مارک شیلد (استرالیا) |
| ۱۱ ژوئیه، ۲۰۰۷ ۱۹:۳۵ | چوی ۶۶'   |             | القحطانی ۷۷' (پنالتی) | ورزشگاه گلورا بونگ کارنو، جاکارتا تماشاچیان:۴۵٫۱۱۰ نفر داور:مارک شیلد (استرالیا) |
| ۱۱ ژوئیه، ۲۰۰۷ ۱۹:۳۵ |           |             |                       | ورزشگاه گلورا بونگ کارنو، جاکارتا تماشاچیان:۴۵٫۱۱۰ نفر داور:مارک شیلد (استرالیا) |

| ۱۴ ژوئیه، ۲۰۰۷ ۱۹:۳۵ | عربستان سعودی                   | ۲‏-۱ (گزارش) | اندونزی    | ورزشگاه گلورا بونگ کارنو، جاکارتا تماشاچیان: داور: |
| ۱۴ ژوئیه، ۲۰۰۷ ۱۹:۳۵ | القحطانی ۱۲' · سعید الحارثی ۹۰' |             | آی بوی ۲۰' | ورزشگاه گلورا بونگ کارنو، جاکارتا تماشاچیان: داور: |
| ۱۴ ژوئیه، ۲۰۰۷ ۱۹:۳۵ |                                 |             |            | ورزشگاه گلورا بونگ کارنو، جاکارتا تماشاچیان: داور: |

| ۱۵ ژوئیه، ۲۰۰۷ ۱۹:۳۵ | بحرین                    | ۲–۱ (گزارش) | کره جنوبی      | ورزشگاه گلورا بونگ کارنو، جاکارتا تماشاچیان: داور: |
| ۱۵ ژوئیه، ۲۰۰۷ ۱۹:۳۵ | عیسی ۴۳' · عبداللطیف ۸۵' |             | کیم دو هیون ۴' | ورزشگاه گلورا بونگ کارنو، جاکارتا تماشاچیان: داور: |
| ۱۵ ژوئیه، ۲۰۰۷ ۱۹:۳۵ |                          |             |                | ورزشگاه گلورا بونگ کارنو، جاکارتا تماشاچیان: داور: |

| ۱۸ ژوئیه، ۲۰۰۷ ۱۷:۲۰ | اندونزی | ۰–۱             | کره جنوبی | ورزشگاه گلورا بونگ کارنو، جاکارتا تماشاچیان: داور: |
| ۱۸ ژوئیه، ۲۰۰۷ ۱۷:۲۰ |         | کیم جونگ وو ۳۳' |           | ورزشگاه گلورا بونگ کارنو، جاکارتا تماشاچیان: داور: |
| ۱۸ ژوئیه، ۲۰۰۷ ۱۷:۲۰ |         |                 |           | ورزشگاه گلورا بونگ کارنو، جاکارتا تماشاچیان: داور: |

| ۱۸ ژوئیه، ۲۰۰۷ ۱۷:۲۰ | بحرین | ۰–۴                                                       | عربستان سعودی | ورزشگاه گلورا سریویجایا، پالیمبانگ تماشاچیان: داور: |
| ۱۸ ژوئیه، ۲۰۰۷ ۱۷:۲۰ |       | احمد الموسی ۱۸' · ع. القحطانی ۴۵' · تیسیر الجاسم ۶۸ و ۷۹' |               | ورزشگاه گلورا سریویجایا، پالیمبانگ تماشاچیان: داور: |
| ۱۸ ژوئیه، ۲۰۰۷ ۱۷:۲۰ |       |                                                           |               | ورزشگاه گلورا سریویجایا، پالیمبانگ تماشاچیان: داور: |

## مرحله حذفی
|  | یک‌چهارم نهایی          | یک‌چهارم نهایی    |                        |           | نیمه‌نهایی‌ | نیمه‌نهایی‌ |  |  | نهایی               | نهایی |
|  |                        |                  |                        |           |           |           |  |  |                     |       |
|  | ۲۱ ژوئیه - بانکوک      |                  |                        |           |           |           |  |  |                     |       |
|  |                        |                  |                        |           |           |           |  |  |                     |       |
|  | عراق                   | ۲                |                        |           |           |           |  |  |                     |       |
|  | عراق                   | ۲                | ۲۵ ژوئیه - کوالالامپور |           |           |           |  |  |                     |       |
|  | ویتنام                 | ۰                |                        |           |           |           |  |  |                     |       |
|  | ویتنام                 | ۰                | کره جنوبی              | ۰ (۳)     |           |           |  |  |                     |       |
|  | ۲۲ ژوئیه - کوالالامپور |                  | کره جنوبی              | ۰ (۳)     |           |           |  |  |                     |       |
|  |                        | عراق             | ۰ (۴)                  |           |           |           |  |  |                     |       |
|  | ایران                  | عراق             | ۰ (۴)                  | ۰ (۲)     |           |           |  |  |                     |       |
|  | ایران                  |                  | ۲۹ ژوئیه - جاکارتا     | ۰ (۲)     |           |           |  |  |                     |       |
|  | کره جنوبی              | ۰ (۴)            |                        |           |           |           |  |  |                     |       |
|  | کره جنوبی              | ۰ (۴)            | عراق                   | ۱         |           |           |  |  |                     |       |
|  | ۲۱ ژوئیه - هانوی       |                  | عراق                   | ۱         |           |           |  |  |                     |       |
|  |                        | عربستان سعودی    | ۰                      |           |           |           |  |  |                     |       |
|  | ژاپن                   | عربستان سعودی    | ۰                      | ۱ (۴)     |           |           |  |  |                     |       |
|  | ژاپن                   | ۲۵ ژوئیه - هانوی |                        | ۱ (۴)     |           |           |  |  |                     |       |
|  | استرالیا               | ۱ (۳)            |                        |           |           |           |  |  |                     |       |
|  | استرالیا               | ۱ (۳)            | ژاپن                   | ۲         | مکان سوم  | مکان سوم  |  |  |                     |       |
|  | ۲۲ ژوئیه - جاکارتا     |                  | ژاپن                   | ۲         | مکان سوم  | مکان سوم  |  |  |                     |       |
|  |                        | عربستان سعودی    | ۳                      |           |           |           |  |  |                     |       |
|  | عربستان سعودی          | عربستان سعودی    | ۳                      | ۲         | ژاپن      | ۰ (۵)     |  |  |                     |       |
|  | عربستان سعودی          |                  |                        | ۲         | ژاپن      | ۰ (۵)     |  |  |                     |       |
|  | ازبکستان               | ۱                |                        | کره جنوبی | ۰ (۶)     |           |  |  |                     |       |
|  | ازبکستان               | ۱                |                        |           | ۰ (۶)     |           |  |  |                     |       |
|  |                        |                  |                        |           |           |           |  |  | ۲۸ ژوئیه - پالمبانگ |       |
|  |                        |                  |                        |           |           |           |  |  |                     |       |

### یک چهارم نهایی
| ژاپن                                           | 1–1 (و.ا) | استرالیا                          |
| ---------------------------------------------- | --------- | --------------------------------- |
| تاکاهارا ۷۲'                                   | گزارش     | الویسی ۷۰'                        |
| ضربات پنالتی                                   |           |                                   |
| ناکامورا · اندو · کومانو · تاکاهارا · ناکازاوا | 4–3       | کیول · نیل · کیهیل · کارل · کارنی |

| ۲۱ ژوئیه، ۲۰۰۷ ۲۰:۲۰ | عراق        | ۲–۰ (گزارش) | ویتنام | ورزشگاه راجامانگالا، بانکوک تماشاچیان:۹۷۲۰ داور:ناشیمورا (ژاپن) |
| ۲۱ ژوئیه، ۲۰۰۷ ۲۰:۲۰ | محمود ۶۶و۲' |             |        | ورزشگاه راجامانگالا، بانکوک تماشاچیان:۹۷۲۰ داور:ناشیمورا (ژاپن) |
| ۲۱ ژوئیه، ۲۰۰۷ ۲۰:۲۰ |             |             |        | ورزشگاه راجامانگالا، بانکوک تماشاچیان:۹۷۲۰ داور:ناشیمورا (ژاپن) |

| ایران                            | 0–0 (و.ا) | کرهٔ جنوبی                                                        |
| -------------------------------- | --------- | ---------------------------------------------------------------- |
|                                  | گزارش     |                                                                  |
| ضربات پنالتی                     |           |                                                                  |
| زندی · مهدوی‌کیا · عنایتی · خطیبی | 2–4       | لی چان سو · کیم سانگ سیک · کیم دو هیون · کو جی جین · کیم جونگ وو |

| ۲۲ ژوئیه، ۲۰۰۷ ۱۸:۲۰ | ازبکستان         | ۱–۲ (گزارش) | عربستان سعودی            | ورزشگاه گلورا بونگ کارنو، جاکارتا تماشاچیان: داور: |
| ۲۲ ژوئیه، ۲۰۰۷ ۱۸:۲۰ | ۸۲' پاول سولومین |             | القحطانی ۳' · الموسی ۷۵' | ورزشگاه گلورا بونگ کارنو، جاکارتا تماشاچیان: داور: |
| ۲۲ ژوئیه، ۲۰۰۷ ۱۸:۲۰ |                  |             |                          | ورزشگاه گلورا بونگ کارنو، جاکارتا تماشاچیان: داور: |

### نیمه نهایی
| عراق                                                   | 0–0 (و.ا) | کرهٔ جنوبی                                                       |
| ------------------------------------------------------ | --------- | --------------------------------------------------------------- |
|                                                        | گزارش     |                                                                 |
| ضربات پنالتی                                           |           |                                                                 |
| هوار ملا محمد · قصی منیر · حیدر عبدالامیر · احمد مناجد | 4–3       | لی چان سو · لی دونگ-گوک · کو جی جین · یئوم کی هون · کیم جونگ وو |

| ۲۵ ژوئیه، ۲۰۰۷ ۲۰:۲۰ | عربستان سعودی                      | ۳–۲ | ژاپن                   | ورزشگاه ملی می دین، هانوی تماشاچیان: داور: |
| ۲۵ ژوئیه، ۲۰۰۷ ۲۰:۲۰ | القحطانی ۳۵' · مالک معاذ ۴۷' و ۵۷' |     | ناکازاوا ۳۷' · آبه ۵۳' | ورزشگاه ملی می دین، هانوی تماشاچیان: داور: |
| ۲۵ ژوئیه، ۲۰۰۷ ۲۰:۲۰ |                                    |     |                        | ورزشگاه ملی می دین، هانوی تماشاچیان: داور: |

### رده‌بندی
| کره جنوبی                                                             | ۰–۰ (و.ا) | ژاپن                                                                                       |
| --------------------------------------------------------------------- | --------- | ------------------------------------------------------------------------------------------ |
|                                                                       | گزارش     |                                                                                            |
| ضربات پنالتی                                                          |           |                                                                                            |
| کو جی جین · او بیم سیاک · لی چان سو · لی هو · کیم جین کیو · کیم چی-وو | ۶–۵       | شونسوکی ناکامورا · یاسوهیتو اندو · یوکی آبه · یویچی کومانو · یوجی ناکازاوا · ناوتاکه هانیو |

## فینال

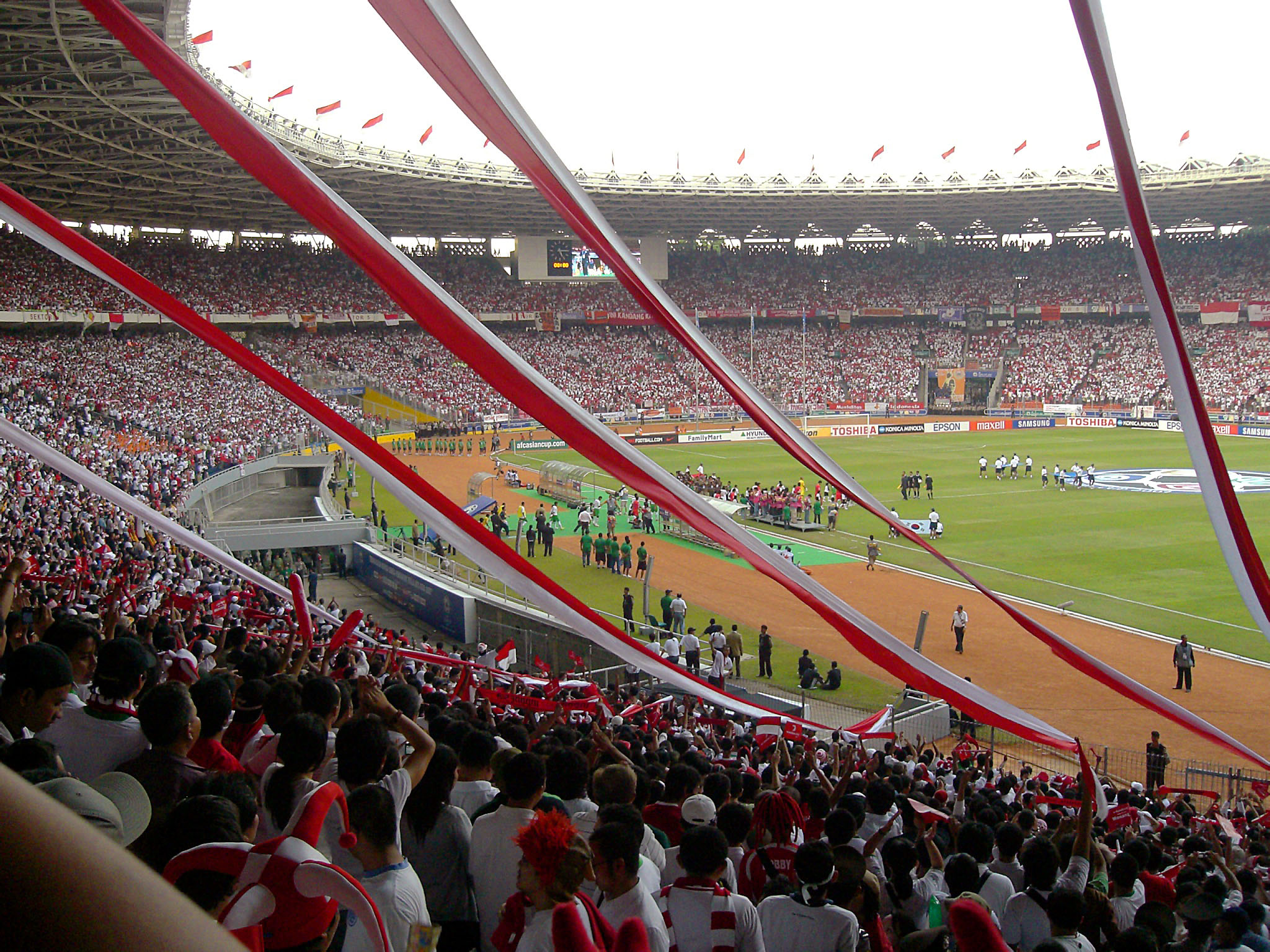
ورزشگاه گلورا بونگ کارنو در شهر جاکارتا در کشور اندونزی

| عراق           | ۱–۰   | عربستان سعودی |
| -------------- | ----- | ------------- |
| یونس محمود ۷۳' | گزارش |               |

## قهرمان
| قهرمان جام ملت‌های آسیا ۲۰۰۷ |
| --------------------------- |
| عراق                        |
| عراق نخستین قهرمانی         |

## جایزه‌ها

### آقای گل
- نائوهیرو تاکاهارا
- یاسر القحطانی
- یونس محمود

### بهترین بازیکن
- یونس محمود

## انتقادها
کشورهای میزبان (اندونزی، مالزی، ویتنام و تایلند) سابقه‌ای در برپایی دیدارهای بزرگ ندارند، محمد بن همام (رئیس AFC) نیز طی اظهارنظری ابراز داشت که «سپردن میزبانی به چهار کشور سیاست درستی نبوده است».

## گل‌زن‌ها
| ۴ گل: - نائوهیرو تاکاهارا - یاسر القحطانی - یونس محمود ۳ گل: - مارک ویدوکا - سباستین سوریا - ماکسیم شاتسکیخ ۲ گل: - هان پنگ - وانگ دونگ - شائو جیایی - سی‌یچیرو ماکی - شونسوکی ناکامورا - جواد نکونام - تیسیر الجاسم - احمد الموسی - مالک معاذ - پیپات تونکانیا - سعید الکاس - تیمور کاپاتزه |  | ۱ گل: - مایکل بیچمپ - هری کیول - تیم کیهیل - سید محمود جلال - اسماعیل عبداللطیف - سلمان عیسی - مائو ژیانگینگ - بامبانگ پامونگکاس - بودی سودارسونو - الی ایبوی - جواد کاظمیان - سید جلال حسینی - فریدون زندی - آندرانیک تیموریان - بدر المیمنی - کرار جاسم - نشات اکرم - هوار مولا محمد - یاسوهیتو اندو - یوکی آبه - یوجی ناکازاوا |  | - ایندرا پوترا ماهایالدین - سعید الحارثی - عبدالرحمن القحطانی - چوی سونگ کوک - کیم دو هیون - کیم جونگ وو - سوتی سوکسوکیت - فیصل خلیل - اولوگبک باکائف - عزیز ابراهیمف - الکساندر گنریخ - پاول سولومین - هوین کانگ تان - لی کونگ وین - فان تان بین گل به خودی: - رحمان رضایی (۱) - کیتا سوزوکی (۱) |